# Полномочные представители Правительства Российской Федерации
Полномочный представитель Правительства Российской Федерации в Совете Федерации, полномочный представитель Правительства Российской Федерации в Государственной Думе и полномочный представитель Правительства Российской Федерации в Конституционном Суде, Верховном Суде — должности федеральной государственной гражданской службы в Аппарате Правительства Российской Федерации.

## История
Постановлением Правительства Российской Федерации от 15 августа 1994 г. № 986 образована должность полномочного представителя Правительства в Федеральном Собрании. Полномочный представитель являлся заместителем Руководителя Аппарата Правительства Российской Федерации.
Постановлением Правительства от 16 декабря 1994 г. № 1392 образовано Представительство Правительства Российской Федерации в Федеральном Собрании в составе статс-секретарей — заместителей министров Российской Федерации и других лиц, назначаемых Правительством. Утверждено Положение о Представительстве, в соответствии с которым, его возглавлял полномочный представитель Правительства в Федеральном Собрании, являвшийся заместителем Руководителя Аппарата Правительства.
Постановлением Правительства от 21 декабря 1996 г. № 1536 образовано Полномочное представительство Правительства Российской Федерации в Федеральном Собрании в составе полномочного представителя Правительства в Государственной Думе, полномочного представителя Правительства в Совете Федерации, а также статс-секретарей — заместителей (первых заместителей) министров Российской Федерации и статс-секретарей — заместителей (первых заместителей) других руководителей федеральных органов исполнительной власти. Установлено, что полномочные представители являются заместителями Руководителя Аппарата Правительства.
Постановлением Правительства от 20 марта 1997 г. № 327 утверждено Положение о Полномочном представительстве Правительства в Федеральном Собрании, в соответствии с которым Представительство действует в составе полномочного представителя Правительства в Государственной Думе, полномочного представителя Правительства в Совете Федерации, ответственного секретаря Представительства, статс-секретарей — заместителей (первых заместителей) руководителей федеральных органов исполнительной власти и иных лиц, включенных в его состав Правительством.
Постановлением Правительства от 9 ноября 1998 г. № 1306 образовано Полномочное представительство Правительства Российской Федерации в Федеральном Собрании и Конституционном Суде. Установлено, что руководителем Полномочного представительства является по должности Руководитель Аппарата Правительства Российской Федерации, его заместителем — Министр юстиции (в соответствии с постановлением Правительства от 4 июня 1999 г. № 591 руководителем Полномочного представительства являлся по должности Министр юстиции, имевший двух заместителей), полномочным представителем Правительства в Государственной Думе — статс-секретарь — первый заместитель Министра юстиции, полномочным представителем Правительства в Конституционном Суде — заместитель Министра юстиции.
Постановлением Правительства от 27 февраля 1999 г. № 234 утверждено Положение о Полномочном представительстве Правительства Российской Федерации в Федеральном Собрании и Конституционном Суде, в соответствии с которым Представительство возглавлял руководитель Аппарата Правительства. Его заместителем был Министр юстиции. Также в состав Представительства включались полномочный представитель Правительства в Государственной Думе (статс-секретарь — первый заместитель Министра юстиции), полномочный представитель Правительства в Совете Федерации, полномочный представитель Правительства в Конституционном Суде (заместитель Министра юстиции), статс-секретари — заместители (первые заместители) руководителей федеральных органов исполнительной власти и иные лица, включаемые в его состав Правительством.
Постановлением Правительства от 1 февраля 2000 г. № 94 признаны утратившими силу пункты постановления от 9 ноября 1998 г. № 1306 об образовании Полномочного представительства и о том, что полномочным представителем Правительства в Государственной Думе является по должности статс-секретарь — первый заместитель Министра юстиции. Установлено, что функции полномочных представителей Правительства в Совете Федерации и Государственной Думе осуществляются министрами Российской Федерации (эта норма отменена постановлением Правительства от 31 мая 2000 г. № 425), утверждено Положение о полномочных представителях Правительства в палатах Федерального Собрания.
Постановлением Правительства от 12 марта 2001 г. № 172 признано утратившим силу постановление от 9 ноября 1998 г. № 1306, в частности пункт о том, что полномочным представителем Правительства в Конституционном Суде является по должности заместитель Министра юстиции Российской Федерации.
Постановлением Правительства от 26 июля 2001 г. № 555 образована должность полномочного представителя Правительства в Конституционном Суде, Верховном Суде и Высшем Арбитражном Суде Российской Федерации.
Распоряжением Правительства от 28 января 2002 г. № 80-р полномочные представители Правительства в Совете Федерации, Государственной Думе и Конституционном и Верховном Судах включены в структуру Аппарата Правительства Российской Федерации.

## Списки полномочных представителей
Руководитель Полномочного представительства Правительства Российской Федерации в Федеральном Собрании Российской Федерации и Конституционном Суде Российской Федерации (1998—2000)
1. Зубаков Юрий Антонович — Руководитель Аппарата Правительства Российской Федерации — Министр Российской Федерации (утвержден постановлением Правительства от 9 ноября 1998 г. № 1306, освобожден от обязанностей постановлением Правительства от 7 июня 1999 г., № 605)
2. Крашенинников Павел Владимирович — Министр юстиции Российской Федерации (утвержден постановлением Правительства от 7 июня 1999 г. № 605)

Заместители руководителя Полномочного представительства Правительства Российской Федерации в Федеральном Собрании Российской Федерации и Конституционном Суде Российской Федерации (1998—2000)
1. Крашенинников Павел Владимирович — Министр юстиции Российской Федерации (утвержден постановлением Правительства от 9 ноября 1998 г. № 1306, освобожден от обязанностей постановлением Правительства от 7 июня 1999 г. № 606)
2. Агеев Альберт Николаевич — заместитель Руководителя Аппарата Правительства Российской Федерации (утвержден постановлением Правительства от 7 июня 1999 г. № 606)
3. Ворожцов Владимир Петрович — советник Председателя Правительства Российской Федерации (утвержден постановлением Правительства от 7 июня 1999 г. № 607)

Полномочный представитель Правительства Российской Федерации в Федеральном Собрании (1994—1996)
- Себенцов Андрей Евгеньевич — первый заместитель Руководителя Аппарата Правительства Российской Федерации (назначен распоряжением Правительства от 15 августа 1994 г. № 1355-р), заместитель Руководителя Аппарата Правительства Российской Федерации — начальник Департамента по взаимодействию с палатами Федерального Собрания и общественными организациями (утвержден распоряжением Правительства от 23 сентября 1996 г. № 1444-р)

Полномочный представитель Правительства Российской Федерации в Совете Федерации Федерального Собрания Российской Федерации (с 1996)
1. Козлов Александр Петрович — заместитель Руководителя Аппарата Правительства Российской Федерации — начальник Департамента по взаимодействию с субъектами Российской Федерации и связям с Советом Федерации (утвержден распоряжением Правительства от 23 декабря 1996 г. № 1905-р, освобожден от обязанностей распоряжением Правительства от 7 июля 1998 г. № 917-р)
2. Хватков Николай Павлович — Руководитель Аппарата Правительства Российской Федерации — Министр Российской Федерации (обязанности возложены распоряжением Правительства от 8 июля 1998 г. № 918-р)
3. Себенцов Андрей Евгеньевич (назначен распоряжением Правительства от 25 ноября 1998 г. № 1670-р, освобожден от должности распоряжением Правительства от 4 октября 2002 г. № 1403-р)
4. Минх Гарри Владимирович (назначен распоряжением Правительства от 4 октября 2002 г. № 1404-р, освобожден от должности распоряжением Правительства от 28 апреля 2004 г. № 567-р)
5. Яцкин Андрей Владимирович (назначен распоряжением Правительства от 28 апреля 2004 г. № 568-р)

Полномочный представитель Правительства Российской Федерации в Государственной Думе Федерального Собрания Российской Федерации (с 1996)
1. Себенцов Андрей Евгеньевич — заместитель Руководителя Аппарата Правительства Российской Федерации — начальник Департамента по взаимодействию с Государственной Думой и общественными организациями (утвержден распоряжением Правительства от 23 декабря 1996 г. № 1904-р, освобожден от обязанностей распоряжением Правительства от 29 июня 1998 г. № 890-р)
2. Торшин Александр Порфирьевич — заместитель Руководителя Аппарата Правительства Российской Федерации (утвержден распоряжением Правительства от 29 июня 1998 г. № 890-р)
3. Батанов Геннадий Николаевич — статс-секретарь — первый заместитель Министра юстиции Российской Федерации (утвержден постановлением Правительства от 9 ноября 1998 г. № 1306)
4. Лубенченко Константин Дмитриевич — Министр Российской Федерации (утвержден распоряжением Правительства от 21 января 2000 г. № 100-р)
5. Логинов Андрей Викторович (назначен распоряжением Правительства от 31 мая 2000 г. № 735-р, переназначен распоряжением Правительства от 26 апреля 2004 г. № 536-р)
6. Синенко Александр Юрьевич (назначен распоряжением Правительства от 26 декабря 2012 г. №2534-р)

Полномочный представитель Правительства Российской Федерации в Конституционном Суде Российской Федерации (1998—2001)
1. Юдушкин Станислав Маркович — заместитель Министра юстиции Российской Федерации (утвержден постановлением Правительства от 9 ноября 1998 г. № 1306)
2. Барщевский Михаил Юрьевич (назначен распоряжением Правительства от 12 марта 2001 г. № 315-р, освобожден от должности распоряжением Правительства от 26 июля 2001 г. № 1002-р)

Полномочный представитель Правительства Российской Федерации в Конституционном Суде Российской Федерации, Верховном Суде Российской Федерации и Высшем Арбитражном Суде Российской Федерации (2001—2014)
- Барщевский Михаил Юрьевич (назначен распоряжением Правительства от 26 июля 2001 г. № 1002-р, переназначен распоряжением Правительства от 26 апреля 2004 г. № 535-р, освобождён от должности распоряжением Правительства Российской Федерации от 6 августа 2014 г. № 1470-р)

Полномочный представитель Правительства Российской Федерации в Конституционном Суде Российской Федерации, Верховном Суде Российской Федерации (с 2014 года)
- Барщевский Михаил Юрьевич (назначен распоряжением Правительства Российской Федерации от 6 августа 2014 г. № 1470-р)